# Bandera dels tres dofins
La bandera dels tres dofins s'adoptà el 29 de setembre de 1967, després que la colònia (llavors part de Saint Christopher-Nevis-Anguilla) declarés unilateralment la independència del Regne Unit com a República d'Anguilla, i representa a tres dofins de color carabassa formant un cercle sobre un fons blanc amb una franja turquesa a la part inferior. Es va utilitzar fins al 19 de març de 1969, quan es va restablir el domini britànic sobre l'illa.
El fons blanc de la bandera representa la pau. La franja turquesa representa el mar Carib. Els tres dofins representen la resistència, la unitat i la força, i la seva disposició circular representa la comunitat.
La bandera fou dissenyada per Marvin Oberman i Lydia Gumbs. Va substituir l'antiga Mermaid Flag d'Anguilla, dissenyada per Scott Newhall, i que estava en ús des del 23 de juliol de 1967.
Malgrat no ser oficial, la bandera dels tres dofins encara s'utilitza.